# Mainpuri (distrikt)
Mainpuri (hindi: मैनपुरी ज़िला, urdu: میںپوری ضلع) er et distrikt i den indiske delstat Uttar Pradesh. Distriktets hovedstad er Mainpuri.

## Demografi
Ved folketællingen i 2011 var der 1,847,194 indbyggere i distriktet, mod 1,596,718 i 2001. Den urbane befolkningen udgør 15,39 % af befolkningen.
Børn i alderen 0 til 6 år udgjorde 14,92 % i 2011 mot 18,97 % i 2001. Antallet af piger i den alder per tusinde drenge er 892 i 2011.